# Gabriele Hammermann
Gabriele Hammermann (* 13. Mai 1962 in Düsseldorf) ist eine deutsche Historikerin. Seit 2009 leitet sie die KZ-Gedenkstätte Dachau.

## Leben und Werk
Gabriele Hammermann studierte Neuere und Neueste Geschichte, mittelalterliche Geschichte, Kunstgeschichte und Soziologie an den Universitäten Trier und München, wo sie 1988 den Magister Artium erlangte. Von 1988 bis 1990 absolvierte sie ein Forschungsstipendium am Deutschen Historischen Institut in Rom. 1995 wurde sie an der Universität Trier bei Wolfgang Schieder zum Thema Zwangsarbeit für den ‚Verbündeten‘. Die Arbeits- und Lebensbedingungen der italienischen Militärinternierten in Deutschland 1943–1945 promoviert. Dabei lieferte sie „erstmals eine umfassende, methodisch vielfältige Gesamtdarstellung des Schicksals der 600.000 Militärinternierten“, vor allem von deren Arbeits- und Lebensbedingungen. Die 2002 veröffentlichte Dissertationsschrift wurde ins Italienische übersetzt und 2005 mit dem Buchpreis „Premio Acqui Storia“ unter der Rubrik „wissenschaftliches historisches Buch“ ausgezeichnet.
Hammermann war von 1996 bis 1997  wissenschaftliche Mitarbeiterin an der Gedenkstätte Buchenwald, wo sie einen Teil der Dauerausstellung zum sowjetischen Speziallager Nr. 2 Buchenwald kuratierte. 1997 bis 2008 arbeitete sie als stellvertretende Leiterin und wissenschaftliche Mitarbeiterin an der KZ-Gedenkstätte Dachau. Sie war Teil des Ausstellungsteams, das die erste große, 2002/2003 abgeschlossene Neugestaltung der Dauerausstellungen in der Gedenkstätte verantwortete. Im Jahr 2009 trat sie die Nachfolge der langjährigen Leiterin Barbara Distel an. In ihrer Funktion war Gabriele Hammermann für die Neugestaltung der Gedenkstätte SS-Schießplatz Hebertshausen verantwortlich, die 2014 eröffnet wurde. 2019 stellte sie ein  Konzept für die Neukonzeption der KZ-Gedenkstätte Dachau vor.
Gabriele Hammermann ist Mitglied mehrerer wissenschaftlicher Beiräte, so der „Topographie des Terrors“, der Dokumentation Obersalzberg, des NS-Dokumentationszentrums München, der Halle 116 Augsburg und des Dokumentationszentrums zur Zwangsarbeit Berlin. Von 2009 bis 2012 gehörte sie der Deutsch-Italienischen Historikerkommission an, die 2008/2009 von den Außenministern der Italienischen Republik und der Bundesrepublik Deutschland eingerichtet wurde, um die gemeinsame Vergangenheit im Zweiten Weltkrieg zu erforschen.
Sie verfasste Publikationen zur NS-Zwangsarbeit, zum KZ Dachau, zu Endphaseverbrechen und zum Internierungslager Dachau.
Gabriele Hammermann lebt mit ihrem Ehemann in der Nähe von München.

## Auszeichnungen
- 2005: „Premio Acqui Storia“ für das Buch „Gli internati militari italiani in Germania 1943–1945“
- 2014: Verdienstorden „Cavaliere dell’Ordine al Merito della Repubblica Italiana“ der Republik Italien
- 2021: Bayerischer Verdienstorden

## Publikationen (Auswahl)

### Monographien
- Gli internati militari italiani in Germania 1943–1945. Il Mulino, Bologna 2004, ISBN 88-15-09703-1.
- Zwangsarbeit für den „Verbündeten“. Die Arbeits- und Lebensbedingungen der italienischen Militärinternierten in Deutschland 1943–1945 (= Bibliothek des Deutschen Historischen Instituts in Rom, Bd. 99). Max Niemeyer, Tübingen 2002, ISBN 978-3-484820-99-9.

### Herausgeberschaften
- mit Andrea Riedle (Hrsg.): Der Massenmord an den sowjetischen Kriegsgefangenen auf dem SS-Schießplatz Hebertshausen 1941–1942. Begleitband zur Open-Air-Ausstellung und zur Gedenkinstallation „Ort der Namen“. Wallstein-Verlag, Göttingen 2020, ISBN 978-3-8353-3648-3.
  - Массовые казни советских военнопленных на расстрельном полигоне СС Хебертсхаузен в 1941–1942 гг. Каталог к выставке под открытым небом и к памятной инсталляции «Место имён». Под редакцией Габриэле Хаммерманн и Андреа Ридле, Göttingen 2020, ISBN 978-3-8353-3687-2.
- mit Stefanie Pilzweger-Steiner (Hrsg.): KZ-Gedenkstätte Dachau. Ein Rundgang. Utz-Verlag, München 2017, ISBN 978-3-8316-4663-0 (mit Übersetzung in Englisch, Polnisch, Leichte Sprache, Italienisch).
- mit Insa Eschebach, Thomas Rahe (Hrsg.): Repatriierung. Konzentrationslager (= Studien zur Geschichte des NS-Terrors, Heft 2, herausgegeben im Auftrag der Arbeitsgemeinschaft KZ-Gedenkstätten). Metropol-Verlag, Berlin 2016, ISBN 978-3-86331-321-0.
- mit Dirk Riedel (Hrsg.): Sanierung – Rekonstruktion – Neugestaltung. Zum Umgang mit historischen Bauten in Gedenkstätten. Wallstein-Verlag, Göttingen 2014, ISBN 978-3-8353-1451-1.
- (Hrsg.): Zeugnisse der Gefangenschaft. Aus Tagebüchern und Erinnerungen italienischer Militärinternierter in Deutschland 1943–1945. De Gruyter Oldenbourg, 2014, ISBN 978-3-11-055469-4.
- mit Barbara Distel (Hrsg.): Konzentrationslager Dachau 1933 bis 1945. Text- und Bilddokumente zur Ausstellung. Edition Lipp, München 2005, ISBN 978-3-87490-750-7.
- mit Bodo Ritscher, Rikola-Gunnar Lüttgenau, Wolfgang Röll, Christian Schölzel; im Auftrag der Gedenkstätte Buchenwald: Das sowjetische Speziallager Nr. 2 1945–1950. Katalog zur ständigen Dauerausstellung. Wallstein-Verlag, Göttingen 1999, ISBN 978-3-89244-284-4.

### Aufsätze und Artikel (Auswahl)
- „Dachau muß in Zukunft das Mahnmal des deutschen Gewissens werden“: Zum Umgang mit der Geschichte der frühen politischen Häftlinge. In: Nikolaus Wachsmann, Sybille Steinbacher (Hrsg.): Die Linke im Visier. Zur Errichtung der Konzentrationslager 1933. Göttingen 2014, ISBN 978-3-8353-1494-8, S. 229–258.
- Vergessen – verfallen – überbaut. Der Umgang mit dem ehemaligen „Kräutergarten“ des KZ Dachau und Überlegungen für eine Nutzung durch die KZ-Gedenkstätte. In: Gabriele Hammermann, Dirk Riedel (Hrsg.): Sanierung – Rekonstruktion – Neugestaltung. Zum Umgang mit historischen Bauten in Gedenkstätten. Göttingen 2014, ISBN 978-3-8353-1451-1, S. 19–31.
- Die italienischen Militärinternierten 1943–1945. In: Gustavo Corni, Christof Dipper: Italiener in Deutschland im 19. Und 20. Jahrhundert, Kontakte, Wahrnehmungen, Einflüsse (= Schriften des Italienisch-Deutschen Instituts in Trient, Bd. 25). Berlin 2012, ISBN 978-3-428-13892-0, S. 493–506.
- Esperienze di militari internati italiani in Germania. In: Pier Paolo Poggio (Hrsg.): La storia degli internati militari italiani. Omaggio a Lino Monchieri, Brescia 2008.
- Sowjetische Kriegsgefangene im KZ Dachau. In: Johannes Ibel (Hrsg.): Einvernehmliche Zusammenarbeit? Wehrmacht, Gestapo, SS und sowjetische Kriegsgefangene. Berlin 2008, ISBN 978-3-484-82099-9, S. 91–118.
- La storia del campo di concentramento di Dachau e il destino dei detenuti italiani. In: Brunello Mantelli: Deportazione dall’Italia 1943–1945. Mailand 2008.
- Die Entschädigung der italienischen Militärinternierten 1945–2007. In: Helmut Kramer, Karsten Uhl, Jens Christian Wagner (Hrsg.): Zwangsarbeit im Nationalsozialismus und die Rolle der Justiz. Täterschaft, Nachkriegsprozesse und die Auseinandersetzung um Entschädigungsleistungen (= Nordhäuser Hochschultexte, allgemeine Schriftenreihe, Bd. 1). Nordhausen 2007, ISBN 978-3-9809391-9-5, S. 132–151.
- Puniti come traditori. Gli internati militari italiani 1943–1945. In: Bruno Maida, Brunello Mantelli: Otto lezioni sulla deportazione. Dall’Italia ai lager (= Quaderni della “Fondazione Memoria della deportazione”, Nr. 1). Mailand 2007, S. 121–144.
- Verteidigungsstrategien der Beschuldigten in den Dachauer Prozessen und im Internierungslager Dachau. In: Ludwig Eiber, Robert Sigel (Hrsg.): Dachauer Prozesse. NS-Verbrechen vor amerikanischen Militärgerichten in Dachau 1945–1948. Verfahren, Ergebnisse, Nachwirkungen (= Dachauer Symposien zur Zeitgeschichte, Bd. 7). Göttingen 2007, ISBN 978-3-8353-0167-2, S. 86–108.
- Le trattative per il risarcimento degli internati militari italiani 1945–2007. In: Italia contemporanea, 249 (2007), S. 541–557.
- Gli internati militari italiani (1943–1945). In: Gustavo Corni, Christoph Dipper (Hrsg.): Italiani in Germania tra Ottocento e Novecento. Spostamenti, rapporti, immagini, influenze. Bologna 2006, S. 639–655.
- Die Todesmärsche aus den Konzentrationslagern 1944–1945. In: Cord Arendes, Edgar Wolfrum, Jörg Zedler (Hrsg.): Terror nach innen, Verbrechen am Ende des Zweiten Weltkrieges (= Dachauer Symposium zur Zeitgeschichte. Bd. 6). Göttingen 2006, ISBN 978-3-8353-0046-0.
- Das Kriegsende in Dachau. In: Bernd A. Rusinek (Hrsg.): Kriegsende 1945. Verbrechen, Katastrophen, Befreiungen in nationaler und internationaler Perspektiven (= Dachauer Symposium zur Zeitgeschichte, Bd. 4). Göttingen 2004, ISBN 3-89244-793-4, S. 27–53.
- Das Internierungslager Dachau 1945–1948. In: Wolfgang Benz, Barbara Distel (Hrsg.): Zwischen Befreiung und Verdrängung (= Dachauer Hefte, 19; herausgegeben im Auftrag des Comité International de Dachau, Brüssel). Verlag Dachauer Hefte, 2003, S. 48–70.
- Condizioni di vita e condizioni di lavoro degli internati militari italiani nell’area di potere tedesca fra il 1943 e il 1945. In: Giovanna Procacci, Lorenzo Bertucelli (Hrsg.): Deportazione e internamento militare in Germania. La provincia di Modena. Milano 2001, S. 400–413.
- Die Dachauer Außenlager um Mühldorf. In: Wolfgang Benz, Barbara Distel (Hrsg.): KZ-Außenlager – Geschichte und Erinnerung (= Dachauer Hefte, 15; herausgegeben im Auftrag des Comité International de Dachau, Brüssel). Verlag Dachauer Hefte, 1999, S. 77–98.